# Platynereis dumerili
Platynereis dumerili är en ringmaskart som först beskrevs av Jean Victor Audouin och Milne Edwards 1834.  Platynereis dumerili ingår i släktet Platynereis och familjen Nereididae. Inga underarter finns listade i Catalogue of Life.